# The Monsterican Dream
The Monsterican Dream – drugi album studyjny fińskiego zespołu hardrockowego Lordi wydany w roku 2004.
Płyta prezentuje nieco mroczniejsze i cięższe oblicze muzyki zespołu i zapewne dlatego zdobyła sobie mniejszą popularność niż poprzednia. Album wydano także z dodatkową płytą DVD, na której zamieszczono krótkometrażowy film The Kin, w którym wystąpili ówcześni muzycy Lordi.

## Lista utworów

### CD
1. "Threatical Trailer" – 1:09
2. "Bring It On (The Raging Hounds Return)" – 4:35
3. "Blood Red Sandman" – 4:03
4. "My Heaven Is Your Hell" – 3:41
5. "Pet The Destroyer" – 3:50
6. "The Children Of The Night" – 3:44
7. "Wake The Snake" – 3:46
8. "Shotgun Divorce" – 4:42
9. "Forsaken Fashion Dolls" – 3:43
10. "Haunted Town" – 3:13
11. "Fire In The Hole" – 3:27
12. "Magistra Nocte" – 1:33
13. "Kalmageddon" – 4:33
14. "Blood Red Sandman" - teledysk

### DVD (edycja dwupłytowa)
1. The Kin - film
2. Making of The Kin
3. Storyboard
4. Galeria

## The Kin
The Kin - krótkometrażowy film ukazujący członków zespołu Lordi (z 2004 roku). Jego główną bohaterką jest kobieta o imieniu Anna, która widzi różne potwory. W filmie każdy artysta miał swoją własną scenę: Enary widoczna tylko dla Anny zabija, rozcinając głowę, pewną kobietę,  Kalma podąża za śladami drugiego bohatera filmu, lecz po drodze spotyka młodą parę i zabija chłopaka odciskając na jego twarzy swoją rękę po czym znika, Kita skacząc po drzewach goni uciekającego mężczyznę, dopada go i rozszarpuje, Amen urządza zasadzkę na ochroniarza budynku i uderza nim o podłogę a Mr. Lordi osobiście spotyka główną bohaterkę i przenosi ją do innego miejsca po czym budzi się u stóp matki. 
Występują
- Amanda Thurman jako Anna Henderson
- Bruce Marsland jako Jonathan
- Delia De Giovanni jako Julie Henderson
- Sirkka Runolinna jako Matka Anny
- Matti Ruuhonen jako Birger Westling
- Anna Kaarna jako Dziewczyna
- Nick Lovelock jako Marty
- Tracy Lipp	 jako Janitor
- Enary jako ona sama
- Kalma jako on sam
- Kita jako on sam
- Amen jako on sam
- Mr. Lordi jako on sam

## Single
1. "My Heaven Is Your Hell" – 31 marca 2004
2. "Blood Red Sandman" – 30 czerwca 2004

## Wieografia
- "Blood Red Sandman" – Pete Riski, 2004

## Twórcy
- Mr. Lordi – śpiew
- Amen – gitara elektryczna
- Kalma – gitara basowa
- Kita – instrumenty perkusyjne
- Enary – instrumenty klawiszowe